# Boganiidae
Boganiidae  (лат.) — семейство насекомых инфраотряда Кукуйиформные из отряда жесткокрылых.

## Описание
Древнее семейство жуков, известное в ископаемом состоянии начиная с нижнего мела. Переднегрудь поперечная, её боковые края блестящие. На голове имеется фронто-клипеальный шов.

## Распространение
Южная Африка (Намибия, ЮАР) и Австралия. Вид Cretoparacucujus cycadophilus найден в меловом бирманском янтаре возрастом 99 млн.

## Классификация
Около 10 видов.
- Boganiinae Sen Gupta & Crowson, 1966.
  - Afroboganium Endrödy-Younga & Crowson, 1986
    - Afroboganium elmeae Endrody Younga in Endrody-Younga & Crowson, 1986
    - Afroboganium major Endrody Younga in Endrody-Younga & Crowson, 1986 — Намибия
    - Afroboganium namibense Endrody Younga in Endrody-Younga & Crowson, 1986 — Намибия
    - Afroboganium propria (Grouvelle, 1899)
    - Afroboganium transvaalense Endrody Younga in Endrody-Younga & Crowson, 1986

  - Boganium Sen Gupta & Crowson, 1966
    - Boganium armstrongi Sen Gupta & Crowson, 1966 — Австралия
- Paracucujinae
  - Paracucujini
    - Metacucujus Endrödy-Younga & Crowson, 1986
      - Metacucujus encephalarti Endrödy-Younga, 1986 — ЮАР
      - Metacucujus goodei Endrody-Younga, 1991
      - Metacucujus transvenosi Endrody-Younga, 1991

    - Paracucujus Sen Gupta & Crowson, 1966
      - Paracucujus rostratus Sen Gupta & Crowson, 1966 — Австралия

  - Athertoniini
    - Athertonium Crowson, 1990
      - Athertonium parvum Crowson, 1990 — Австралия